# Tianjin Open 2017
Tianjin Open 2017 byl tenisový turnaj pořádaný jako součást ženského okruhu WTA Tour, který se hrál na otevřených dvorcích s tvrdým povrchem v mezinárodním tenisovém centru. Probíhal mezi 9. až 15. říjnem 2017 v čínském přímo spravovaném městě Tchien-ťinu, jakožto čtvrtý ročník turnaje.
Turnaj s rozpočtem 500 000 dolarů patřil do kategorie WTA International Tournaments. Nejvýše nasazenou hráčkou ve dvouhře se stala světová sedmnáctka Petra Kvitová z České republiky poté, co odstoupila devátá žena klasifikace Caroline Garciaová pro zranění pravého stehna. Kvitovou v úvodním kole vyřadila Číňanka Ču Lin. Jako poslední přímá účastnice do dvouhry nastoupila 120. hráčka žebříčku Wang Ja-fan z Čínské lidové republiky.
První titul po 15měsíčním dopingovém zákazu získala 30letá Ruska Maria Šarapovová, která dosáhla na třicáté šesté turnajové vítězství z dvouhry okruhu WTA Tour. Premiérovou společnou trofej ze čtyřhry si odvezl rumunsko-italský pár Irina-Camelia Beguová a Sara Erraniová.

## Distribuce bodů a finančních odměn

### Distribuce bodů
| Soutěž  | vítězky | finalistky | semifinalistky | čtvrtfinalistky | 16 v kole | 32 v kole | Q  | Q2 | Q1 |
| ------- | ------- | ---------- | -------------- | --------------- | --------- | --------- | -- | -- | -- |
| dvouhra | 280     | 180        | 110            | 60              | 30        | 1         | 18 | 12 | 1  |
| čtyřhra | 280     | 180        | 110            | 60              | 1         | —         | —  | —  | —  |

### Finanční odměny
| Soutěž                              | vítězky  | finalistky | semifinalistky | čtvrtfinalistky | 16 v kole | 32 v kole | Q2     | Q1   |
| ----------------------------------- | -------- | ---------- | -------------- | --------------- | --------- | --------- | ------ | ---- |
| dvouhra                             | $111 164 | $55 324    | $29 730        | $8 898          | $4 899    | $3 026    | $1 470 | $865 |
| čtyřhra                             | $17 724  | $9 222     | $4 950         | $2 623          | $1 383    | —         | —      | —    |
| částka ve čtyřhře je uvedena na pár |          |            |                |                 |           |           |        |      |

## Ženská dvouhra

### Nasazení
| Stát                         | Hráčka                | WTA | Nasazení |
| ---------------------------- | --------------------- | --- | -------- |
| Francie                      | Caroline Garciaová    | 15. | 1.       |
| Česko                        | Petra Kvitová         | 18. | 2.       |
| Čína                         | Pcheng Šuaj           | 25. | 3.       |
| Chorvatsko                   | Donna Vekićová        | 46. | 4.       |
| Kazachstán                   | Julia Putincevová     | 48. | 5.       |
| Řecko                        | Maria Sakkariová      | 50. | 6.       |
| Ukrajina                     | Lesja Curenková       | 51. | 7.       |
| USA                          | Alison Riskeová       | 53. | 8.       |
| Rumunsko                     | Irina-Camelia Beguová | 57. | 9.       |
| Žebříček WTA k 2. říjnu 2017 |                       |     |          |

### Jiné formy účasti
Následující hráčky obdržely divokou kartu do hlavní soutěže:
- Liou Fang-čou
- Maria Šarapovová
- Wang Si-jü

Následující hráčky postoupily z kvalifikace:
- Lauren Davisová
- Sara Erraniová
- Kuo Chan-jü
- Lu Ťing-ťing
- Arina Rodionovová
- Stefanie Vögeleová

Následující hráčka postoupila z kvalifikace jako tzv. šťastná poražená:
- Chan Sin-jün

### Odhlášení
před zahájením turnaje
- Misaki Doiová → nahradila ji  Kristie Ahnová
- Caroline Garciaová → nahradila ji  Chan Sin-jün
- Sabine Lisická → nahradila ji  Ču Lin
- Jevgenija Rodinová → nahradila ji  Aryna Sabalenková

## Ženská čtyřhra

### Nasazení
| Stát                                                                    | Hráčka                | Stát       | Hráčka             | WTA  | Nasazení |
| ----------------------------------------------------------------------- | --------------------- | ---------- | ------------------ | ---- | -------- |
| Ukrajina                                                                | Kateryna Bondarenková | Rusko      | Alla Kudrjavcevová | 164. | 1.       |
| Japonsko                                                                | Nao Hibinová          | Černá Hora | Danka Kovinićová   | 167. | 2.       |
| Slovinsko                                                               | Dalila Jakupovićová   | Srbsko     | Nina Stojanovićová | 169. | 3.       |
| Čína                                                                    | Liang Čchen           | Čína       | Lu Ťing-ťing       | 210. | 4.       |
| Žebříček WTA k 2. září 2017; číslo je součtem umístění obou členek páru |                       |            |                    |      |          |

## Přehled finále

### Ženská dvouhra
- Maria Šarapovová vs.  Aryna Sabalenková, 7–5, 7–6(10–8)

### Ženská čtyřhra
- Irina-Camelia Beguová /  Sara Erraniová vs.  Dalila Jakupovićová /  Nina Stojanovićová, 6–4, 6–3